# Wan Yunguo
Wan Yunguo (28 de juny de 1990) és un jugador d'escacs xinès, que té el títol de Gran Mestre des de 2016.
A la llista d'Elo de la FIDE del juny de 2020, hi tenia un Elo de 2508 punts, cosa que en feia el jugador número 28 (en actiu) de la Xina. El seu màxim Elo va ser de 2518 punts, a la llista d'octubre de 2013.

## Resultats destacats en competició
El 2013 participà en la Copa del Món on fou eliminat a la primera ronda per Michael Adams amb el resultat de 1½ a 2½ després de jugar-se quatre partides.
L'agost de 2016 fou subcampió del XVIII Obert de Sants amb 8 punts de 10, empatat en punts amb Ma Qun, Jorge Cori, Krishnan Sasikiran, Cristhian Cruz i Jules Moussard.